# H.R.F. Keating
Henry Reymond Fitzwalter Keating (ur. 31 października 1926 r. w St Leonards-on-Sea, Wielka Brytania, zm. 27 marca 2011) – angielski pisarz, autor m.in. serii powieści kryminalnych o inspektorze Ganeshu Ghote z Bombaju. Jest autorem listy 100. najlepszych powieści kryminalnych wydanych do 1986. Opublikował trzy powieści pod pseudonimem Evelyn Hervey.